# Bulevardul Unirii (Bucarest)
Bulevardul Unirii (Viale dell'Unione) è un'importante arteria stradale nel centro di Bucarest, in Romania. Collega Piața Constituției (Piazza della Costituzione) con Piața Alba Iulia (Piazza Alba Iulia) e attraversa anche Piața Unirii (Piazza dell'Unione). L'estremità di Piața Constituției presenta il Palazzo del Parlamento, la cui costruzione iniziò contemporaneamente con il viale.

## Storia
Dopo il terremoto di Vrancea del 1977, il centro di Bucarest ha subito danni significativi e un gran numero di edifici storici è stato demolito per far posto al nuovo Centrul Civic (Centro civico). Come parte del progetto, Bulevardul Unirii doveva essere la risposta della Romania comunista all'Avenue des Champs-Élysées di Parigi. La costruzione iniziò il 25 giugno 1984. Inizialmente chiamata Bulevardul Victoria Socialismului (Viale della Vittoria del Socialismo), la strada è fiancheggiata da condomini e vari edifici pubblici di ispirazione realista-socialista.

## Trasporti
Il viale è servito dalla stazione della metropolitana Piața Unirii sita nell'omonima piazza.